# 서울삼릉초등학교
서울삼릉초등학교(三陵初等學校)는 대한민국 서울특별시 강남구에 있는 공립 초등학교이다.

## 학교 연혁
- 1984년 2월 18일: 이상근 초대 교장 부임
- 1984년 12월 5일: 삼릉초등학교 설립인가
- 1985년 4월 29일: 개교식거행(28학급)
- 2024년 12월 5일: 개교 40주년

## 참고 자료
- 서울삼릉초등학교 - 한국교육학술정보원 학교알리미